# Сінан Шаміль Сам
Сінан Шаміль Сам (тур. Sinan Şamil Sam, 23 червня 1974, Франкфурт-на-Майні — 30 жовтня 2015) — турецький професійний боксер. Чемпіон світу серед любителів у надважкій ваговій категорії (Х'юстон, 1999). Чемпіон Європи за версією EBU у важкій ваговій категорії (2002—2004, 2008) 

## Біографія
Народився 23 червня 1974 року в Франкфурті-на-Майні. До 13 років проживав в Карсі, пізніше в Анкарі, де розпочав свою спортивну кар'єру.

### Аматорська кар'єра
Тренером його був Валерій Лавров.
- 9 раз був чемпіоном Туреччини.
- Чемпіонат Європи з боксу серед юніорів 1992 (Единбург) — друге місце: програв в фіналі Василю Жирову (Казахстан).

- Чемпіонат світу з боксу серед юніорів 1992 (Монреаль) — перше місце.
- Чемпіонат Європи 1993 (Бурса) — друге місце: виграв в півфіналі в Свена Оттке (Німеччина), але програв в фіналі росіянину Ігору Ксініну.

- Всесвітні ігри військовослужбовців 1995 (Рим) — третє місце: програв в півфіналі Володимиру Кличко.

- Чемпіонат світу 1995 (Берлін) — третє місце: програв Луану Краснікі (Німеччина).
- Чемпіонат Європи 1996 (Вайле) — програв в 1/8 фіналу Олегу Бєлікову (Україна).

- Чемпіонат світу 1997 (Будапешт) — програв в 1/8 фіналу Алексісу Рубалькаба (Куба).
- Чемпіонат Європи 1998 (Мінськ) — третє місце: програв в півфіналі росіянину  Олексію Лєзіну.

- Чемпіонат світу 1999 (Х'юстон) —  перше місце: в чвертьфіналі переміг Одлі Гаррісона (Англія) — 4-3; в півфіналі переміг Фелікса Д'ячука (Росія) — 10-3; у фіналі здолав Мухтархана Дільдабекова (Казахстан) — 4(+)-4.

Аматорську кар'єру закінчив: 217 перемог і 18 поразок.

### Професіональна кар'єра
Уклав договір з промоутерською компанією «Universum Box-Promotion» і 15 квітня 2000 року розпочав професійну кар'єру. Тренером був Міхаєль Тімм.
Після 15 переможних боїв в професійній кар'єрі отримав можливість бою за титул чемпіона Європи. 17 квітня 2002 року в Шверіні став чемпіоном Європи за версією EBU, нокаутувавши в сьомому раунді колишнього чемпіона Пшемислава Салету (Польща).
8 лютого 2003 року Сам провів перший захист титулу проти англійця Дені Вільямса, нокаутувавши його в шостому раунді.
26 квітня 2003 року нокаутував Джуліуса Френсіса (Велика Британія).
27 вересня 2003 року Сам зазнав першої поразки в нетитульному бою від Хуана Карлоса Гомеса (Куба), а 14 лютого 2004 року програв рішенням більшості Луану Краснікі (Німеччина) і втратив титул чемпіона.
20 листопада 2004 року в бою проти росіянина Дениса Бахтова виграв інтернаціональний титул за версією WBC. Втратив його, програвши 12 листопада 2005 року іншому росіянину Олегу Маскаєву.
4 липня 2008 року Сінан Сам в бою проти Паоло Відоца (Італія) виграв вакантний титул чемпіона Європи за версією EBU, але через проблеми зі здоров'ям був змушений припинити виступи.
Помер у віці 41 рік.